# South Pacific Open Championship
Het South Pacific Open Championship is een golftoernooi in Nieuw-Caledonië dat deel uitmaakt van de Australaziatische PGA Tour. Het toernooi werd opgericht in 2011 en wordt sindsdien gespeeld op de Tina Golf Club in de hoofdstad Nouméa.

## Winnaars
| Jaar | Winnaar            | Score | Score | Info                                 |
| ---- | ------------------ | ----- | ----- | ------------------------------------ |
| 2011 | Matthew Griffin po | 275   | –13   | Won de play-off van Terry Pilkadaris |
| 2012 | Brad Shilton       | 271   | –13   |                                      |
| 2013 | Andre Stolz po     | 268   | –16   | Won de play-off van Michael Wright   |
| 2014 | Adam Stephens      | 269   | –15   |                                      |

| Toernooirecord |  | po = winnaar na play-off |  | am = amateur |

## Trivia
- In 2011 was de par van de Tina Golf Club 72, maar een jaar later werd de par aangepast naar 71.
- Het baanrecord van de Tina Golf Club is 62 door golfers Theo Coroneo en Michael Wright